# 대한민국의 도시첨단산업단지 목록
다음은 대한민국의 도시첨단산업단지 목록에 정리한 것이다.

## 부산광역시
- 모라도시첨단산업단지
- 부산에코델타시티도시첨단산업단지
- 회동·석대도시첨단산업단지

## 대구광역시
- 대구신서혁신도시
- 율하도시첨단산업단지
- 남동도시첨단산업단지
- IHP도시첨단산업단지

## 광주광역시
- 남구도시첨단산업단지

## 세종특별자치시
- 행정중심복합도시4-2생활권도시첨단산업단지

## 경기도
- 안양평촌스마트스퀘어도시첨단산업단지
- 용인기흥ICT밸리도시첨단산업단지
- 용인기흥힉스도시첨단산업단지
- 용인일양히포도시첨단산업단지
- 동탄도시첨단산업단지
- 판교제2테크노밸리
- 회천도시첨단산업단지

## 강원도
- 네이버도시첨단산업단지
- 삼성SDS춘천센터도시첨단산업단지
- 춘천도시첨단문화산업단지
- 춘천도시첨단정보산업단지

## 충청북도
- 충북진천·음성혁신도시 도시첨단산업단지
- 청주도시첨단문화산업단지

## 충청남도
- 내포도시첨단산업단지
- 태안도시첨단산업단지

## 전라북도
- 전주도시첨단산업단지

## 전라남도
- 순천도시첨단산업단지

## 경상남도
- 창원덴소도시첨단산업단지